# オルトヨコハマ
オルトヨコハマは、神奈川県横浜市神奈川区の新子安駅北側の再開発地区である。

## 歴史
新子安地先は明治時代に守屋此助により埋め立てられ、1909年（明治42年）に完成。1918年（大正7年）には守屋町の町名がついた。しばらくは空き地で、海水浴場などとして使われたが、昭和に入ると新子安周辺には日本鋼管や日産自動車、昭和電工、日本フォード自動車などの工場が進出。1910年の京浜電気鉄道新子安駅に続き、1943年には省線電車の京浜東北線にも新子安駅が開設された。京浜東北線北側の新子安一丁目の大部分と入江一丁目の企業社宅用地の1/3ほどは第二次世界大戦後にアメリカ軍により接収されたが、1958年に解除されると、新子安一丁目には日産やNKK、昭和電工などの社宅・寮やグラウンドなどが建設された。
新子安地区は商業施設の少なさや駅前広場の未整備などの問題点を抱えていた。1988年4月、朝日新聞に「NKK新子安社宅跡地に大型ショッピングセンター誘致」の記事が掲載された。計画の方向性も定まっていない段階での飛ばし記事であったが、1990年5月に再開発勉強会、1991年10月には再開発研究会が発足し、検討が進められた。1993年に入り、再開発は具体的な検討に入った。京急・JRの両駅と再開発地区を結ぶ歩行者デッキ設置のため、神奈川産業道路を挟んだ新子安公園とその南側の私有地を再開発区域に編入する必要が生じた。転出を希望する世帯のための代替地を、開発地西側の昭和電工所有地に確保。JRの保線詰所もそこに移設することとした。この時期のバブル崩壊は、オフィスを中心とした当初構想から、オフィスを最小限にし住宅を中心とした開発への見直しを余儀なくされる。1993年12月に横浜市が策定した「ゆめはま2010プラン」では、新子安駅周辺が地域拠点に位置付けられ、再開発事業が行われることとなった。1993年12月に、昭和電工所有地の一部を前田建設工業に売却、同社が再開発準備組合に加入。1995年8月には、複数の大手スーパーマーケットから相鉄ローゼンがキーテナントに選定された。1996年に環境アセスメントを実施。1997年4月に都市計画決定、同年12月に新子安駅西地区市街地再開発組合が設立された。街区の愛称は、組合員の投票により「オルトヨコハマ」に決定。orto (it:orto) は、開発コンセプトにそった庭園、また横浜の東側に位置することから東の意味を持つイタリア語に由来する。
1998年4月25日、工事の入札が行われ、前田建設工業・日本鋼管工事・五洋建設の共同企業体が受注。同年7月12日には起工式が執り行われた。本事業は新子安一丁目と入江一丁目にまたがっていたが、都市再開発法第110条に規定する全員同意による特則型で「施設建築敷地は一筆共有とする」と定められており、二つの字にまたがる状況では合筆することができなかった。また、入江一丁目にあたる西側代替地に移転した住民からも、慣れ親しんだ新子安の町名を使いたいとの要望があった。1999年3月11日付で町界の変更が行われた。JRの線路をまたぐ歩行者デッキは長さ40mあり、当初は新子安公園の側から押し出して架設する方法が検討されたが、公園の線路と反対側の敷地に支障すること、線路内に仮設の支柱を立てる必要があることから、当時日本に3台しかなかった800トンクレーンを使い、一晩で一気に架設する方法が採られた。
総工費300億円と30か月の工期をかけ、2000年12月1日に都市再開発法第100条に基づく工事完了が公告され、同14日に竣工式が執り行われた。2001年1月12日にグランドオープンのイベントが行われ、同25日にはロイヤルパークホテルニッコーで横浜市会・神奈川県議会や国土交通省・市・県の行政関係者、近隣町内会長などの来賓を招いて竣工披露パーティーが行われた。

## 施設

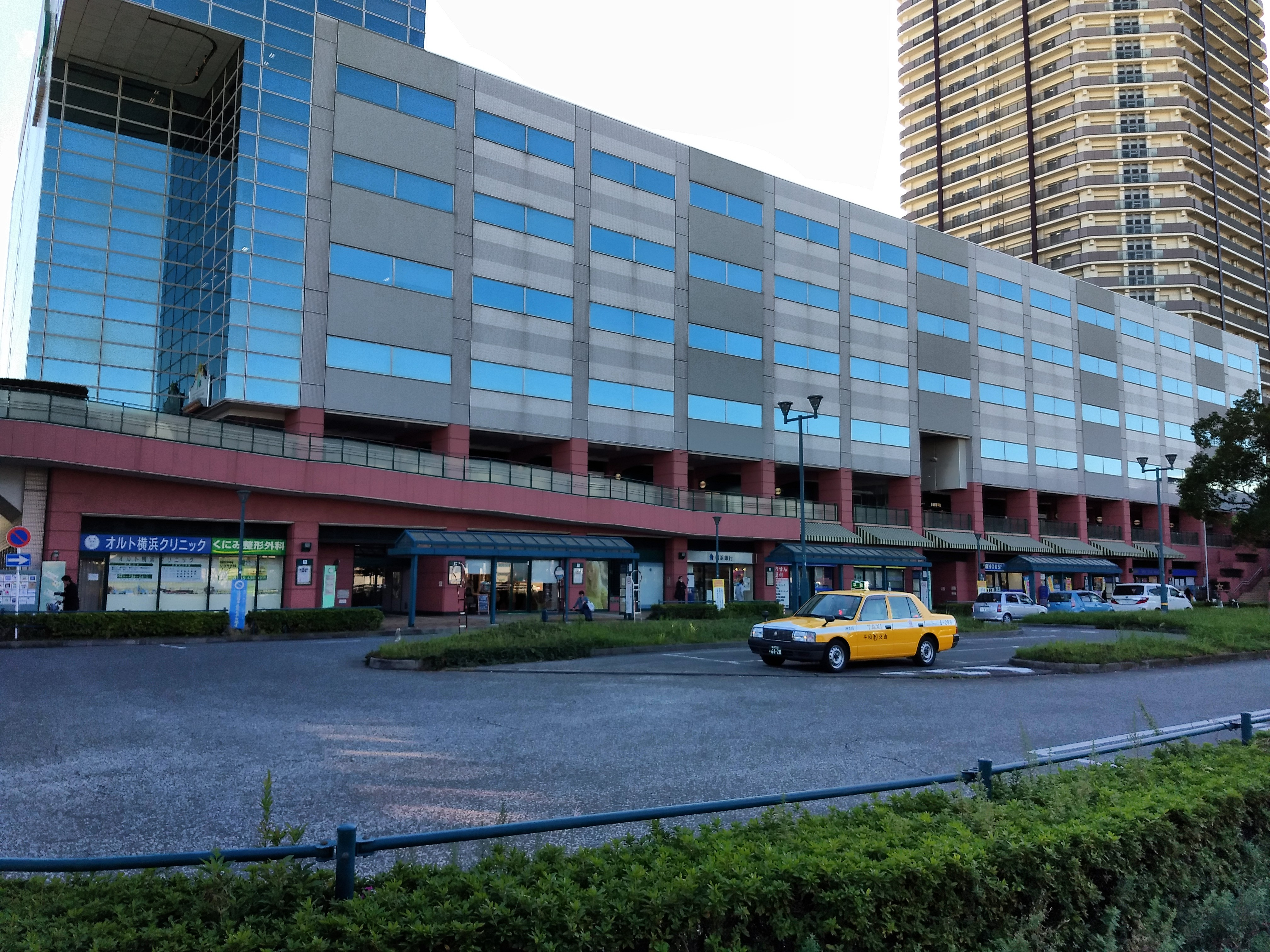
駅前広場とビジネスセンター

再開発地区は神奈川区新子安一丁目および入江一丁目の各一部で、面積は約4.6ha。そのうち4.2haが駅前拠点地区、残りが地権者の移転先である一般住宅地区として整備された。

### 計画案
1988年にゼネコンから提案された案は、「イタリア城壁都市案」と「超高層棟案」の二通りで、超高層棟案を軸に検討が進められた。梓設計が参加し、「森の中のツインタワー案」「超中層案」が出される中で、「駅前庭園都市」というコンセプトが固まっていった。構想の建築物を線路に沿った南側に寄せ、塔状の賃貸住宅棟を中央に配置することで、景観上の圧迫感や北側の住宅地への日照に配慮した。

### 構成
駅前拠点地区は、東側の「オフィス・商業のゾーン」、西側の「住宅のゾーン」で構成される。
オフィス・商業のゾーンは
- 業務・商業棟「オルトヨコハマ ビジネスセンター」
- 商業棟「オルトモールコート」
- 交通広場

住宅のゾーンは
- 3館編成総戸数333戸の分譲住宅「オルトヨコハマ　ビューポリス」
- 高さ120mで40階建てのUR賃貸住宅「オルトヨコハマ　ビュータワー」
- 駐車場棟
- 新子安もくれん公園
- 新子安さくら公園

で構成される。
ビジネスセンターは鉄骨鉄筋コンクリート構造地上7階・地下2階建で、延床面積は34,121.18m2。事務所、地域ケアプラザのほか、低層階には郵便局や銀行、カフェ、書店などが入る。
オルトモールコートは核テナントのそうてつローゼン オルト新子安店のほかファミリーレストランのバーミヤンとジョナサンが入居する。
ビューポリスは地上23階・地下1階建のウエストタワー、地上5階建のセンターキューブ、地上20階・地下1階建のイーストウイングの3館で構成され、総戸数は非分譲住戸26戸を含めて333戸。三菱地所、日本鋼管、近鉄不動産、昭光通商、東京建物により分譲された。間取りは3LDKのファミリータイプが中心である。
ビュータワーは40階建て総戸数384戸のUR賃貸住宅である。間取りは1K～3LDK。
駐車場棟は地上1階から地下3階までの4層の自走式で、分譲住宅の戸数の100%分（333台）と賃貸住宅の戸数の65%分（251台）が確保され、ほかに商業ゾーン用89台分が用意された。屋上は集会所と、セントラルパークが設けられている。

### 歩行者動線
地区内の歩行者動線は、
- 京急・JR両駅からのオルトスカイデッキからビジネスセンター北側、オルトモールコートを通り住宅ゾーンを結ぶ「オルトプロムナード」
- 敷地南側を通り新子安公園と新子安さくら公園を結ぶ「チェリーウォーク」
- チェリーウォークから住宅ゾーンと商業ゾーンの間を南北に通り北側に隣接する住宅地を結ぶ「ガーデンウォーク」

が整備された。この再開発に合わせ、既存の新子安公園の再整備、都市計画道路新子安大黒線の線形改良及び拡幅整備、京浜東北線新子安駅・京急本線京急新子安駅への歩行者デッキが整備された。